# ハッスルの登場人物一覧
ハッスルの登場人物一覧（ハッスルのとうじょうするじんぶついちらん）は、ハッスルに登場する人物を一覧にしたものである。ハッスルの登場人物は、ハッスルにおいては「ハッスラーズ」と称される。
一覧内、「ハッスル軍」、「高田モンスター軍」などの呼称はハッスルに登場する軍団名である。

## ハッスル軍
高田モンスター軍が壊滅したことにより、目的を達成したということで解散を表明。
ハッスルMAN'Sワールド発足後は中村カントク率いるBASSLE軍に立ち向かう坂田亘を中心としたチームとして活動。

### ハッスルMAN'Sワールド
- 坂田亘
- 若鷹ジェット信介（現：炭谷信介）
- @UEXILE（現：上田裕介）

### 新生ハッスル軍
- マグナムTOKYO - "Mr.エゴイスト"
- ボノくん - "YES,WE HUSTLE"、ハッスル軍新キャプテン
- TAJIRI - "ハッスルバズソー"

ハッスル21からしばらくインリン様の罠にかかり離脱。行動不能に陥るが西村修の聖水で復活しハッスル軍に復帰した。
- RG - "自称・ハッスルの神の子"、元ハッスル運営のGM→坂田軍団→ハッスル21よりハッスル軍所属。
- HG - "ハードゲイ"

ハッスルマニア2005より加入。ハッスルマニア2008でモンスターHGに変貌するが、2009年6月25日RGと一騎討ちで負けた後のRGからの愛の手紙に刺激されその試合後よりハッスル軍復帰。
- 越中詩郎 - "侍戦士"

2008年11月22日の『ハッスル・ツアー2008 in 茨城』のメイン終了後、ハッスル軍入りを表明。
- KG

HGのパートナーに志願した、ほんこんが営む喫茶店のウェイトレス。カラテガールの略。

### その他
- ケロロ軍曹

中はケロロの公募スーツ（『ウェットルキング』風）を着てケロロマスクのした、子ガマ大王選手（元高田モンスター軍）、大晦日はケロロマスクのした、ガマ大王選手が担当か？と思われる体型になっていた。
- ギロロ伍長
- タママ二等兵
- ハッスルの妖精さん

初登場はハッスルマニア2006のオープニング。小池栄子が出演していた競輪キャンペーンCMの替え歌を披露。ハッスル・マニア2007ではザ・エスペランサーのレーザービターンをハート型のステッキで反射、エスペランサーに直撃させ瀕死の坂田を救う。その代償として妖精としての力を失い、"坂田の嫁"こと小池栄子に戻った。
- 小林聡 - キックボクサーで『野良犬』の異名を持つ。RGとスパーリング
- 跳関十段 - RGとスパーリング
- 木戸修 - RGとスパーリング
- 新田明臣 - K-1 MAXファイター
- カンフーくん - 少林寺拳法を使う子役
- サンシャインキッド - 名古屋のサンシャイン栄から誕生した、ハッスル軍ご当地ヒーロー（中身はKUSHIDA）
- ハッスル黄門 - ハッスルツアー茨城（水戸市民体育館）大会に登場したご当地ヒーロー

### 過去の参加選手・故人
- 橋本真也 - "ハッスル・キング"ハッスル4を最後に長期欠場。2005年8月に逝去
- 小川直也 - 元ハッスル軍のリーダー兼、元ハッスル軍副キャプテン（橋本真也死去以降元ハッスル軍キャプテン）。

2007年ハッスルを高田総統に買収し、造反。モンスター軍に移籍したが、同年5月いっぱいでIGFに活動拠点を移す。
- 大谷晋二郎 - 元"ハッスルあちち"。ハッスルハウスVol.4で加入。

2007年ハッスル22で小川に敗れ、モンスター軍に強制移籍。洗脳され、ハッスル24でファイヤーモンスターに覚醒する。
- 長州力-ハッスルポーズへの参加は行わずハッスル12からハッスルマニア2005まで坂田軍団と抗争するなど独自で行動する。
- 田中将斗
- 金村キンタロー - 2007年からは離脱しキンターマン、強制猥褻事件を起こし追放
- 黒田哲広 - 2007年からはクロダーマン、金村と共に離脱後、一試合限定で坂田のダッグパートナーに志願。
- 藤井軍鶏侍 - "広島名物"
- 藤井男魂（ふじいおたま）
- 石狩太一 - "ハッスルI"
- 崔領二 - 坂田軍団の項目を参照
- ハッスル・タイタス
- Hikaru - "ハッスルなでしこ"
- Hi69
- 湯浅和也 - "ケッパレY"
- 高岩竜一
- ゼブラーマン
- 不動力也
- フベントゥ・ゲレーラ
- ライオセイザー
- ライザーグレン
- カズ・ハヤシ
- ハッスルRIKISHI
- 小島聡
- レオナルド・スパンキー
- ジミー・ヤン
- ケビン・ランデルマン - "ハッスル・コング"
- ハッスル仮面レッド
- ハッスル仮面ブルー
- ハッスル仮面イエロー
- ハッスル仮面グリーン
- ハッスル仮面ピンク
- ハッスル仮面オレンジ
- ハッスル仮面きん
- ハッスル仮面ぎん

ハッスル星へ帰還。
- 横井宏考 - "怪物くん"、現在引退
- 長尾浩志 - 元モンスター軍所属。現在引退
- ＼(^o^)／チエ - 寿引退（読みは「ばんざいちえ」）
- KUSHIDA - "ハッスル超新星"2009年3月、レイ大原との試合後退団。（試合上は、追放になっている）
- グレート・ムタ

RGが落とした魔法のランプから出現。インリン様の股間に毒霧を噴射し、妊娠させた。モンスター・ボノの生物学上の父に当たる。大晦日ハッスル祭り2007にて再び出現。モンスター・ボノと共闘した後、魔界へと帰った。
- ニューリン様 - 旧ザ・Mペランサー。インリン様への再ギミックチェンジをする。
- 江頭2:50 - "1クールのレギュラーより1回の伝説"

- 本間朋晃
- 海川ひとみ
- マーガレット
- デビル夫人
- ジャイアント白田

### 銀牙軍団
- 池谷銀牙 - 2007年に銀牙軍団を結成
- ザ・グレート・サスケ - カンフーハッスル仮面、ケッパレ仮面としても活動。ハッスル軍副社長。

### 非選手
- 中村カントク
- 有田総統 - ハッスル軍総統

## 高田モンスター軍
現在は壊滅している。

### 高田モンスター軍
- 高田総統 - "モンスター軍総統"
  - 高田将軍 - 高田総統の戦う化身
  - ザ・エスペランサー - 同上
  - エスペランサー・ザ・グレート - 同上
- 川田利明 - "モンスターK"-元"ハッスルK"ハッスル12からモンスター軍に移籍
- モンスターHG - 元"ハッスル軍エース"兼副キャプテン。2009年6月25日のハッスルツアーinKOURAKUENで相方のRGにシングル戦で敗れ、ハッスル軍に復帰する。
- 特命係長 島田工作員 - “ヤドカリ野郎”、"プチセレブ"、旧島田参謀長・旧島田二等兵
- アン・ジョー司令長官
- ジャイアント・シルバ
- ザ・モンスターJ
- ザ・モンスター℃
  - ザ・モンスター℃（初代）
  - ザ・モンスター℃（2代目）
- FUJIN
- RAIJIN
- ニセHG
- ダンプ松本
- サソリ
- タイガー・ジェット・シン
- スコット・ノートン
- レイ大原

### 高田アマゾネス軍
高田モンスター軍の女子部。
- ドクロンZ
- ブランカX
- ジャガーY
- ドクロンZ・パパ

### ご当地モンスター
- KIDATA・ロー

ハッスル11（大阪）に登場。ホンモノのキダ・タローも登場。ハッスル19（大阪）では「KIDATA・ロー2006」として登場。ハッスル22（大阪）には「KIDATA・ロー2007」として増毛、登場。ハッスル29（大阪）には「KIDATA・ロー2008」として登場、アイン、ツバイと組んでの6人タッグ。
- 仙台市・ロー

ハッスル17（仙台）に登場。商売繁盛の神・仙台四郎に由来
- 青りんご、赤りんご

ハッスル13（青森）で、恐・イタコと6人タッグで登場。
- 恐・イタコ

恐山のイタコ風のレスラー。京唄子のもじり。・ハッスル13（青森）で初登場。その後ハッスルハウス11やハッスル16（大阪）など数多く登場。死去したレスラーの霊を憑依させ、故人になりきって戦うという設定。降霊した故人によってはモンスター軍側に攻撃することもある。
※恐・イタコに降霊した主な故人（生きている人もたまに出る）たち（ジャンボ鶴田、ジャイアント馬場、アントニオ猪木、長州力、長州小力、藤波辰巳、ホーク・ウォリアー、ブルーザー・ブロディ、リック・フレアー、橋本真也、レイザーラモンHG、三沢光晴、ミル・マスカラス）
- 鬼妖拳:横浜・シュウマイの崎陽軒に由来
- マリモブラザーズ、スーパーマリモブラザーズ

札幌・スーパーマリオブラザーズのもじり。兄はマリモ、弟はルイーベ。
- ザ・サムー&雪女グレコ

ハッスル8・（両国国技館）
- うな獣、スッポ〜ン、赤蝮三太夫

ハッスル・ハウス15・浜松。うなぎとすっぽんは浜名湖の名産品。赤蝮は絶倫つながりのサプライズ選出。
- コテツ＆カンタロー

ハッスル24・浜松。ヤマハブラザーズ（山本小鉄、星野勘太郎）そっくりのレスラー。地元企業ヤマハ発動機のもじり（厳密にはヤマハ発動機本社は磐田市にある）。
- 赤福蜘蛛（赤福鬼蜘蛛）

ハッスル27・愛知県体育館で登場。赤福餅に由来。

### 一発ギャグ系モンスター
- クイック・クック・リー

ハッスル10、11に登場。前田日明の海外武者修行時代のリングネーム、クイックキック・リーに由来
- ア・トーナ・カイ

トナカイ風のマスクマン。阿藤快のもじり。
- カ・トーナ・アイ

トナカイ風のマスクマン。加藤あいのもじり。
- ネオ・ア・トーナ・カイ
- ネオ・カ・トーナ・アイ

クリスマススペシャル2005に登場
- イナゴライダー

新潟・175Rと仮面ライダーの合体版
- ミヤキネン、アリマキネン、ヤスダキネン

安田忠夫の対戦相手。ハッスル15愛知。GIレースの高松宮記念・有馬記念・安田記念に由来。大会スポンサーが日本中央競馬会だったため
- バッケン・ブレイク

ハッスル・ハウス13、14。スポンサーが競馬予想誌「馬券ブレイク」だったため
- 長州か

長州力そっくりの蚊のレスラー
- 長州が

長州力そっくりの蛾のレスラー
- 長州イカ

長州力そっくりのイカレスラー
- フロッグ・レスラー

カエル風のレスラー。ブロック・レスナーのもじり。
- 赤鬼蜘蛛
- 青鬼蜘蛛
- 黄鬼蜘蛛
- エンジ鬼蜘蛛
- 入道蜘蛛
- NJPW （New Jersey Powerful Warrior）
- ワイルド・ハカイヤー（パンサークロー）
- ヒマラヤン・ビッグ・フット
- サタン・ザ・サンタ
- サタン・ザ・サンタ2005
- サイコ・ザ・デス
- スペル・ウィルス
- ダーク・フォン・マエストロ
- エル・ハテナ
- ザ・デビル・ピエロ
- ザ・ピラニアンモンスター Z、X、XX、XXX、Ω
- KATAKARI
- HIZAKARI
- OYAJIGARI
- KOSHIKARI
- ゴモラ
- ソドム
- ザ・モンスターPTA
- モンスター仮面ブラック
- モンスター仮面パープル
- モンスター仮面ホワイト
- モンスター仮面ブラウン
- 猛毒コブラ男爵
- 人狼
- 血鶴

### 非選手
- ゲロちゃん - モンスター軍専属リングアナ。
- 岡田ひかり - 高田アマゾネス軍M字ビターンコンテスト出場者。
- 田中亞美 - 同上
- 藤原美栄 - 同上

### 過去の参加選手
- マイケル - ハッスル15で解雇。
- ウテ・ワナー - 高田総統の秘書、解雇。
- 葛西純
- 大谷晋二郎 - "ファイヤーモンスター"
- 佐藤耕平 - "モンスターK'"
- 子ガマ大王 - ケロロに変装するため、自然脱退。
- ガマ大王 - ケロロに変装するため、自然脱退。
- ボブ・サップ - 解雇。
- あーちゃん

ボノちゃん部屋消滅後にモンスター軍の派遣レスラーとなるが、4月の後楽園にてRGに負けたことにより追放されたと見られる。
- ビル・ゴールドバーグ
- マット・ガファリ
- 白使
- アブドーラ・ザ・ブッチャー
- スコット・ホール
- ケビン・ナッシュ
- ミック・フォーリー
- サブゥー
- ベイダー
- ダスティ・ローデス
- ダスティ・ローデスJr.

## 坂田軍団
ハッスル軍を離脱し、モンスター軍入団査定試合に失敗した坂田亘がハッスル9で『被害者の会』に快勝後組織したはぐれもの集団。2007年の新生ハッスル軍に合流する形で事実上解散する。
- 坂田亘-団長→第5代GM就任→ハッスル軍に復帰し3代目リーダーを襲名→ハッスルGP2008閉会後、ナットーマンとしてハッスル軍の助っ人を行い、2009年4月にナットーマンを廃業後は単独でモンスター軍と戦い、高田総統の殉職後にRIKI軍団に入る。
- 村浜武洋-ハッスル9で坂田との共闘を表明し盃を交わす。ハッスルハウスvol.8以降はK-1に専念するため未登場。
- 崔領二-ハッスルハウス クリスマススペシャル2005でハッスル軍を離脱し加入→2007年に坂田とともにハッスル軍に再入団。
- マーク・コールマン-ハッスルハウスvol.9で小川に敗れモンスター軍を追放後ハッスル11で泥酔していたところを坂田に拾われ長州との抗争などで活躍→2006年以降はPRIDE等に遠征中。
- 天龍源一郎-ハッスル15(2006年4月)の坂田戦後に叔父貴に就任するがハッスルハウスvol.19にモンスター軍に加入→2007年6月のハッスルエイド2007でHGに敗れてモンスター軍を追われ、ハッスル24でハッスル軍入り。ハッスル軍解散後はRIKI軍団に加入。
- RG-ハッスル軍の項目を参照。

## 中立な立場の選手
ハッスル軍でもモンスター軍でもない中立な立場の軍団・人物。
- 安田忠夫 - 金があればハッスル軍でも高田モンスター軍でも助っ人をやる。
- トム・ハワード
- ホミサイド
- CWアンダーソン
- スティーブ・コリノ
- チーム3D（ババ・レイ、ディーボン、スパイク）
- 日高郁人 - ハッスル軍寄り
- ニシム・ラマ - ハッスル軍寄り
- ケンドーコバヤシ

『どハッスル』内でインリン様と部下の前で堂々と「モンスター軍です。」と言ったが、レイザーラモンHGをHG化させたエピソードがあるため、中立である。
- 徳光正行

『ハッスル・ハウス〜クリスマスSP 2007〜』で自身初の実況をした。本人は「大みそかの方での実況がしたかった」と言っていたが、年忘れにっぽんの歌のスケジュールで無理だった。
- ゼウス

突如乱入し、俺がハッスルをぶっ壊すと宣言。しかしハッスルGP準決勝で川田利明に敗れてそれ以降、川田のパートナーに志願する。
- 小路晃

かつて小路二等兵としてモンスター軍で活動していたが、自身の扱いに耐えられずモンスター軍から離脱。その後坂田亘と共闘する。ハッスル軍、高田モンスター軍解散後はマグナムTOKYO率いるハッスル連合軍へ抜擢。

### 中立的な立場の非選手
- 臼杵彩子 - DSE広報
- 岸本PR - 2代目PR。PRから降格した時期あり
- 加藤平社員 - GM代行から降格
- CHIZURU
- 田中秀和
- 木原文人
- ほしのあき
- 眞鍋かをり

### 過去の参加選手
- 鈴木健想
- 鈴木浩子
- 大森隆男 - RGMがGM総選挙代理人3wayマッチで招聘した“最強の助っ人”
- TG
- 石森太二
- 石井智宏
- TAKAみちのく
- 飯伏幸太
- 藤田ミノル
- 藤原喜明
- "brother"YASSHI - 『ハッスル20』で石井千恵が戦う予定であったチーム3Dのスパイクが出場できなくなったため、その代理として出場した。
- TARU
- 星川尚浩 - 病気療養中
- MIKAMI
- ジョー・サン
- ロウ・キー
- ザ・グラジエーター
- ホセ・マキシモ
- ジョエル・マキシモ
- 青木裕子 - 元坂田軍団
- よしえちゃん

ボノちゃん部屋のおかみさん。2008年10月16日以降参戦なし。12月にボノちゃんがハッスル軍に入ったことによりボノちゃん部屋は事実上消滅。
- 和泉元彌
- セッチー鬼瓦軍団
  - AKIRA
  - ミスター鬼瓦
  - 和泉節子 - 元彌の母、非選手。
  - 和泉淳子 - 元彌の長姉、非選手。
  - 三宅藤九郎 - 元彌の次姉、非選手。
- マーク・ハント
- キンターマン - 金村キンタロー似
- クロダーマン - 黒田哲広似
- ランデルマン - ケビン・ランデルマン似
- コールマン - マーク・コールマン似
- ミツヤーマン - 長井満也似

### 参加予定選手
- ノートンファイター - スコット・ノートン対ケロロ戦で状況によっては登場しプロレスデビューする予定。

## RIKI軍団
- キングRIKI
- 坂田亘
- 天龍源一郎
- 長州力
- 高山善廣

## 特別参戦選手
スペシャルマッチでの特別参戦の選手である
- ミル・マスカラス
- ドス・カラス
- ドス・カラス・ジュニア
- マスカリータ・ザグラダ
- ポルボ・デ・エストレージャ
- オスカル・セピージャ
- ミニ・アビスモ・ネグロ
- エル・ソラール
- ピンピネーラ・エスカラータ
- ファビー・アパッチェ
- グラン・アパッチェ
- シコデリコ・ジュニア
- シンティア・モレノ
- ウォーレン・クロマティ

## ゼネラルマネージャー
ハッスルに於けるゼネラルマネージャーは、榊原信行DSE代表取締役社長よりハッスルの運営を全権委任された者が就く役職である。マッチメイク権を掌握するGMの権限は、あの高田総統でさえ不平は述べても逆らうことは出来ないほどの強大なものである。
- 第6代GM 川田利明（2007年3月 - ）
- 第5代GM GMW（2006年9月 - 2007年2月）
- 第4代GM RGM（2006年3月 - 9月）
- 第3代GM 鈴木浩子（2006年1月 - 3月）
- 第2代GM 草間政一〈新日本プロレス前社長、現AWA日本支部長兼FOS社員?〉（2005年6月 - 12月）
- 初代GM 笹原圭一〈DSE広報局長〉（旗揚げ - 2005年6月）

## リングアナウンサー
- 田中秀和 - 『ケロちゃん』の愛称で知られる。
- 今井良晴（元全日本女子プロレスリングアナウンサー） - レフェリー兼任
- 太田真一郎（元PRIDEリングアナウンサー） - ハッスル旗揚げより参加
- 幸野善之 - 声優で知られる
- オッキー沖田（プロレスリングZERO1）

## レフェリー
ハッスルでは、レフェリーの存在感がとても薄い。公式サイトにも記述はなく、他団体のように試合前のコールの際もレフェリーの名前がコールされることはない。以前は和田京平、村山大値といった全日本プロレス所属レフェリーもレフェリーを務めていたことがあった。
- 野口大輔（DREAMレフェリー） - レフェリーの他、前説も務める。栃木県出身。
- 阿部信輔（ZERO-ONE MAXレフェリー）
- 9199レフェリー（「9199（太字の「9」が目）」という数字がデザインされた銀色のマスクをかぶっている謎の覆面レフェリー。その名は検索サイト「9199.jp」にちなむ。レフェリングはモンスター軍寄り）
- 笹崎勝己（プロレスリングZERO1）